# Lingue omotiche

Distrubuzione geografica delle lingue omotiche

Le lingue omotiche sono un gruppo di lingue, appartenenti alla famiglia linguistica delle lingue afro-asiatiche (o camito-semita), parlate in Africa orientale, per la maggior parte in Etiopia.

## Classificazione
La collocazione delle lingue omotiche all'interno della famiglia camito-semitica è ancora dibattuta. Tradizionalmente erano considerate il ramo occidentale delle lingue cuscitiche, ma fino ad allora le lingue omotiche non erano molto documentate. La raccolta di nuovo materiale, effettuata nel 1969, da Harold Fleming e da Lionel Bender nel 1971, avrebbe separato l'omotico dal cuscitico. Per questi studiosi, le lingue omotiche costituirebbero un ramo a parte delle lingue afro-asiatiche, insieme alle lingue cuscitiche alle lingue semitiche, all'egizio, alle lingue libico-berbere ed alle lingue ciadiche.

Enrico Cerulli, invece, ha separato il dime, l'hamer ed altre lingue e le ha collocate nel gruppo delle lingue nilotiche. Questa ipotesi non ha ottenuto grossi consensi.
C'è anche chi, come Marcello Lamberti, continua a difendere la classificazione di Greenberg, che classifica le lingue omotiche all'interno delle cuscitiche.

### Classificazione interna
Secondo Ethnologue la classificazione delle lingue omotiche sarebbe la seguente:
(tra parentesi tonde il numero di lingue di ogni gruppo)

[tra parentesi quadre il codice di classificazione internazionale linguistico]
- Lingue omotiche (29) 
  - Lingue omotiche settentrionali (24) 
    - Lingue dizoidi (3) 
      - Lingua dizin[6] [mdx]
      - Lingua nayi [noz]
      - Lingua sheko [she]

    - Lingue gonga-gimojan (17)
      - Lingue gimojan (13) 
        - Lingua yemsa [jnj]
        - Lingue ometo-gimira (12) 
          - Lingua chara [cra]
          - Lingua bench [bcq]
          - Lingue ometo (10) 
            - Lingue ometo centrali (5) 
              - Lingua dorze [doz]
              - Lingua gamo-gofa-dawro - il codice ISO 639-3 gmo è stato ritirato nel 2009 per suddivisione in tre lingue distinte, lingua dawro [dwr], lingua gamo [gmv] e lingua gofa [gof][7]
              - Lingua melo [mfx]
              - Lingua oyda [oyd]
              - Lingua wolaytta [wal]

            - Lingue ometo orientali (3) 
              - Lingua kachama-ganjule [kcx]
              - Lingua koorete [kqy]
              - Lingua zaysete [zay]

            - Lingua basketo [bst]
            - Lingua male [mdy]

      - Lingue gonga (4) 
        - Lingua anfillo [myo]
        - Lingua borna [bwo]
        - Lingua kafa [kbr]
        - Lingua shekkacho [moy]

    - Lingue mao (4) 
      - Lingua bambassi [myf]
      - Lingua ganza [gza]
      - Lingua hozo [hoz]
      - Lingua seze [sze]

  - Lingue omotiche meridionali (5) 
    - Lingua aari [aiw]
    - Lingua dime [dim]
    - Lingua gayil [gyl]
    - Lingua hamer-banna [amf]
    - Lingua karo [kxh]